# Distrito de Olomouc
El distrito de Olomouc es uno de los cinco distritos que forman la región de Olomouc, en República Checa, con una población estimada a principio de 2018 de 234 344 habitantes. Se encuentra ubicado al este del país, al este de Praga, cerca de la frontera con Polonia. Su capital es la ciudad de Olomouc.

## Localidades (población año 2018)
- Babice 466
- Bělkovice-Lašťany 2295
- Bílá Lhota 1126
- Bílsko 223
- Blatec 647
- Bohuňovice 2507
- Bouzov 1525
- Bukovany 678
- Bystročice 818
- Bystrovany 1039
- Červenka 1447
- Charváty 880
- Cholina 741
- Daskabát 598
- Dlouhá Loučka 1925
- Dolany 2732
- Doloplazy 1337
- Domašov nad Bystřicí 501
- Domašov u Šternberka 332
- Drahanovice 1687
- Dubčany 243
- Dub nad Moravou 1618
- Grygov 1513
- Haňovice 456
- Hlásnice 218
- Hlubočky 4245
- Hlušovice 881
- Hněvotín 1823
- Hnojice 637
- Horka nad Moravou 2472
- Horní Loděnice 326
- Hraničné Petrovice 136
- Huzová 579
- Jívová 586
- Komárov 199
- Kozlov 233
- Kožušany-Tážaly 876
- Krčmaň 466
- Křelov-Břuchotín 1711
- Libavá 1097
- Liboš 635
- Lipina 172
- Lipinka 194
- Litovel 9866
- Loučany 656
- Loučka 202
- Luběnice 462
- Luká 845
- Lutín 3209
- Lužice 388
- Majetín 1165
- Medlov 1576
- Měrotín 262
- Město Libavá 603
- Mladeč 743
- Mladějovice 712
- Moravský Beroun 2985
- Mrsklesy 690
- Mutkov 51
- Náklo 1511
- Náměšť na Hané 2037
- Norberčany 267
- Nová Hradečná 802
- Olbramice 215
- Olomouc 100 494
- Paseka 1273
- Pňovice 963
- Přáslavice 1426
- Příkazy 1297
- Řídeč 199
- Samotišky 1367
- Senice na Hané 1786
- Senička 355
- Skrbeň 1160
- Slatinice 1589
- Slavětín 209
- Štarnov 755
- Štěpánov 3495
- Šternberk 13 481
- Střeň 598
- Strukov 142
- Suchonice 180
- Šumvald 1679
- Svésedlice 202
- Těšetice 1273
- Tovéř 603
- Troubelice 1893
- Tršice 1652
- Újezd 1432
- Uničov 11 396
- Ústín 436
- Velká Bystřice 3295
- Velký Týnec 2887
- Velký Újezd 1346
- Věrovany 1383
- Vilémov 427
- Želechovice 237
- Žerotín 464